# Bartolo (Cruz y Raya)
Bartolomé Gómez Martín, conocido como Bartolo es uno de los muchos personajes creados por la pareja cómica Cruz y Raya, llegando a ser uno de los personajes más carismáticos de su repertorio.
El personaje está interpretado por José Mota, el cual daba vida a un personaje de característica miope con gafas de pasta y con una voz completamente nasal.

## Cruz y Raya
Es famoso y reconocido por ser el "Violador de camioneros de la M-30" llegando a recrear un sketch de un programa de Carlos Carnicero en el cual se mostraba arrepentido de su actitud pero aseguraba que lo volvería hacer, en múltiples gags dice el mismo diálogo de arrepentirse y volverlo a hacer aunque esta vez ya no en la M-30 sino en la M-40 que según él, le pilla al lado de casa.
También se hizo célebre por perseguir a Jesús Puente en la mayoría de sketches en los cuales huía aterrado cada vez que lo oía venir, refiriéndose a él como "Don Puente, Don Puente" con su voz característicamente nasal. Tras el fallecimiento de Jesús Puente, Bartolo pasaría a interesarse por Carlos Lozano, el entonces presentador de El Precio Justo.

## Regreso a la televisión
Con el estreno del programa José Mota presenta con el regreso de Mota a TVE 1 en 2015, este decidió "resucitar" al personaje junto con otros de anteriores programas como La hora de José Mota. Si bien las características son las mismas, su trasfondo cambia respecto a su residencia, puesto que como chiste del programa, Bartolo reside en una cárcel de Brasil a causa de una orden de alejamiento que le impide acercarse a Mota a menos de 8.000 km. Según cuenta en  su reaparición, fue deportado a Río de Janeiro debido a que allí sólo hay playas y mujeres en tanga, unas cosas que no le interesan en absoluto y nada tienen que ver con los camioneros y el asfalto de la M-30. Tras cumplir su condena aparece en oficios variados en el programa, como colaborador de la parodia de Al rojo vivo.